# Aprilți (sit SPA)
Aprilți este o arie protejată (arie de protecție specială avifaunistică — SPA) din Bulgaria întinsă pe o suprafață de 1.935,27 ha, integral pe uscat.

## Localizare
Centrul sitului Aprilți este situat la coordonatele 42°51′16″N 24°53′52″E / 42.854444°N 24.897778°E.

## Înființare
Situl Aprilți a fost declarat arie de protecție specială avifaunistică în martie 2007 pentru a proteja 7 specii de animale.

## Biodiversitate
Situată în ecoregiunea continentală, aria protejată nu include niciun habitat protejat.
La baza desemnării sitului se află mai multe specii protejate de  păsări (7): cristeiul de câmp (Crex crex), ciocănitoarea de stejar (Dendrocopos medius), ciocănitoare neagră (Dryocopus martius), presură de grădină (Emberiza hortulana), sfrâncioc roșiatic (Lanius collurio), ciocârlie de pădure (Lullula arborea), ciocănitoare verzuie (Picus canus)
Pe lângă speciile protejate, pe teritoriul sitului au mai fost identificate 10 specii de păsări.